# Square Lake (Maine)
Square Lake – terytorium niezorganizowane w hrabstwie Aroostook, w stanie Maine. Według spisu powszechnego z 2010 roku, populacja terytorium wynosiła 594 osób.